# جاك هاينيمان
جاك هاينيمان (بالإنجليزية: Jack Heinemann)‏ هو أحيائي نيوزيلندي، ولد في 1962.